# Mohel

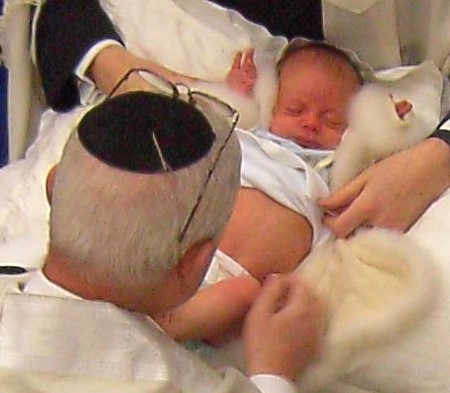
Mohel (cu spatele spre cititor) efectuând ceremonia de Brit Milá (circumcizia rituală)

Mohél (în ebraică מוֹהֵל‎‎, în pronunția veche așkenază móihel, la plural מוֹהֲלִים mohalim, în arameică:מוֹהֲלָא mohalá - "circumcizator") este un evreu instruit în practicarea circumciziei rituale evreiești - brit milá. În limbajul medical există pentru circumcizator termenul de origine greacă „peritomist”Mohelul este „peritomist ritual”.

## Denumirea
Substantivul ebraic mohel (în arameică „mohala”) este o forma influențată de limba arameică, care derivă din aceeași rădăcină cu cuvântul „milá” - circumcizie sau  „tăiere împrejur” și cu verbul a circumciza - „mal”. El a apărut pentru întâia oară în secolul al IV-lea, ca denumire a slujitorului de cult care efectuează circumcizii (tratatul talmudic Shabat 156a). În antichitate și evul mediu
peritomistul era cunoscut si sub denumirea de gozer (de exemplu in secolul al III -lea, pentru mohel care era și rabin), „rofé” (adică „medic”) sau „uman” (adică „meșter” sau „maestru”)

## Ritualul iudaic al circumciziei
Pentru evreii credincioși ai iudaismului circumcizia este obligatorie, după cum este poruncit de Tora. Porunca este prezentată în Cartea Facerea 7:9-14  ca un semn al legământului dintre Dumnezeu și urmașii lui Avraam (Avraham):
„În neamul vostru, tot pruncul de parte bărbătească,... să se taie împrejur în ziua a opta....și legământul Meu va fi însemnat pe trupul vostru, ca legământ veșnic.
Iar cel de parte bărbătească netăiat împrejur, care nu se va tăia împrejur, în ziua a opta, sufletul acela se va stârpi din poporul său, căci a călcat legământul Meu””
.
Iar in cartea Leviticul 12:1-3  stă scris::
„Și a grăit Domnul lui Moise și a zis::
“Grăiește fiilor lui Israel și le zi: Dacă femeia va zămisli și va naște prunc de parte bărbătească, ...în ziua a opta se va tăia pruncul împrejur””
.
Conform tradiției biblice  cel dintâi om care a efectuat circumicizia - cea proprie și cea a fiilor săi Isaac (Itzhak) și Ismael (Ishmael) a fost Avraam după ce împlinise 99 ani.(Facerea 17,23-24)
Circumcizia este o parte din ritualurile obligatorii în cadrul procesului de convertire a unui bărbat de altă credință la iudaism. Dacă el este circumcis dinainte, printr-o circumcizie strict chirurgicală sau printr-un ritual al credinței precedente, sau daca se naște fără prepuț sau fără preput întreg (7% din persoanele de sex masculin), se practică numai o înțepătură simbolică cu exprimarea unei picături de sânge - („hatafat dam brit”). Acesata se efectuează uneori în baia rituală mikve unde se face și îmbăierea necesară în ceremonia de convertire. 
În zilele noastre circumcizia în scopul convertirii voluntare la iudaism la adulți și copii se face în spitale, de servicii autorizate, sub anestezie, iar ceremonia si actul operator sunt efectuate de un medic si un mohel, sau de catre un mohel care este și medic.

## Regulile religioase
După Halaha - dreptul religios iudaic cristalizat în Evul Mediu - orice evreu de sex masculin este obligat să-și circumcizeze fiul, să se circumcizeze el însuși, sau să însărcineze pe alt bărbat evreu cu această misiune. Aceasta este una din acele cele mai stricte porunci ale iudaismului a cărei încălcare este pedepsită prin pedeapsa „karét” - excluderea totală din comunitate (în antichitate, uneori echivalentă cu pedeapsa cu moartea).  
În Tora (Pentateuh) se povestește că Tzipora (Sephora), soția lui Moise, și-a circumcizat copilul, Gershom (Cartea Exodului 4,25) , iar în Talmud - Ghemara - învățații au dezbătut chestiunea dacă o femeie poate avea dreptul de a circumciza pe fiul ei. În Evul Mediu rabinul Moshe Isserlis (Rema) a hotărât că femeile nu au acest drept. În schimb la evreii etiopieni (Beta Israel), comunitate care a evoluat vreme de sute de ani în izolare de restul evreilor din lume, se obișnuia ca femeile să facă aceasta.  

Chiar și un băiat minor are dreptul de a circumciza, dar după codul de legi iudaic Shulhan Arukh, este preferabil a circumcizia sa fie practicată de un adult.
Chiar și un evreu necircumcis are dreptul de a circumciza, dacă evitarea circumciziei în cazul său a fost motivată de boală sau de o mare primejdie. 
Nu are acest drept un evreu necredincios sau convertit la altă credință din convingere nestrămutată. 
Înlăturarea chirurgicală a prepuțului însăși - tăierea împrejur - nu este echivalentă cu îndeplinirea poruncii religioase de Brit Milá.
În religia iudaică Brit Mila este un act religios care conține în mod obligatoriu, în afara actului chirurgical, îndeplinirea unui tipic ceremonial religios.

## Îndatoririle mohelului
În epoca biblică tatăl băiatului (avi haben) avea îndatorirea de a-și circumcide el însuși copilul. Totuși deoarece majoritatea taților nu se simțeau în stare să o facă sau nu aveau pregatirea necesară, ei apelau la un mohel.  Mohelul a învățat practicarea obiceiului din punct de vedere medical și religios și ritualurile care îl însoțesc. Unii mohalim sunt rabini sau cantori (hazanim) sau chiar medici.
Mohelul are datoria de a cunoaște legile religioase ale circumciziei și de a cerceta dacă copilul sau persoana ce urmează a fi supusă circumciziei suferă de anumite boli. În cazul unor boli circumcizia este amânată (ex.febră, icter), iar în unele cazuri evitată (ex.hemofilie).
În mod tradițional, mohelul folosește un cuțit special destinat circumciziei, în zilele noastre pentru unică folosință.
Mohelul rostește binecuvântarea dinaintea circumciziei, iar el sau rabinul rostește și rugăciunea prin care se anunță numele noului născut, ales de părinți.
Primul ghid al profesiei de mohel  a fost Klaley Hamilá („Regulile circumciziei”), scrisă de peritomiștii rabinul Yaacov Hagozer (circa 1215) și fiul său, rabinul Gershom Hagozer.

## Mohalim femei - Mohalot
După legea tradițională evreiască, în absența unui mohel expert bărbat, o femeie, un sclav sau un copil, evrei și care au prins meșteșugul, poate fi autorizat să efectueze circumcizia
Curentele neortodoxe ale iudaismului, în majoritate, permit formarea de circumcizatoare - „mohelá”, la plural „mohalot”, fără vreo restricție.  
În Statele Unite, în anul 1984 dr. Deborah Cohen a devenit prima mohela autorizată în cadrul curentului iudaic reformat.

## Mohalimii în Statul Israel
În trecut în Palestina a funcționat școala de mohalim „Torat Habrit” (Învățătura circumciziei rituale) din Ierusalim.
În statul evreiesc modern Israel cine efectuează circumcizia nu are nevoie de o autorizație. 
În schimb un mohel poate primi o autorizație de la o comisie comună a Ministerului Sănătății și a Șef-Rabinatului IsraeluluiAutorizația este valabilă pentru doi ani.Candidatul trebuie să prezinte un cerificat medical de la un medic, care să confirme că este apt (fizic și psihic) să efectueze circumcizii. În continuare un mohel este dator să efectueze controale medicale periodice.
De asemenea trebuie să fie vaccinat contra hepatitei B 
După încheierea acestor proceduri candidatul la profesia de mohel este supus unui examen în legile și sentințele religioase legate de circumcizie. Apoi candidatul este invitat sa efectueze o circumcizie în fața unui mohel examinator.După ce a trecut cu succes aceste examene, candidatul este examinat în chestiunile medico-chrirurgicale de o comisie de specialiști urologi și chirurgi plastici. După trecerea acestei ultime probe el primește autorizația de mohel.   
Deși oficial nu este nevoie de autorizație, publicul este interesat să se adreseze acelor mohalim care au fost autorizați de comisia amintită. 
Există cazuri în care comisia a anulat autorizația, în cazuri în care mohelul a încălcat regulile meseriei.    
Unul din mohalimii renumiți în Israel a fost rabinul  Yosef Weissberg, cunoscut și ca „Reb Yossale” sau „Mohelul din Ierusalim”. El a redactat o enciclopedie a legilor și obiceiurilor legate de circumcizie, numită Otzar Habrit. El a deținut funcția de inspector pe țară al mohalimilor și conducător al mohalimilor din Ierusalim. În prezent funcția de inspector pe țară este deținută de rabinul Moshe Morciano, mohelul spitalului Shaarey Tzedek din Ierusalim.
Șef Rabinatul Israelului are o secție pentru circumcizii care ofera informatii și care primeste reclamații în legătura cu circumciziile.

## Mohalim în alte țări
În Anglia în rândul evreilor în anul 1745 a luat ființă asociația Hakhnasat Brit (Initiation) care se ocupa de promovarea circumciziei.
În 1799 Regatul Prusiei a introdus în legislație reguli de autorizare a mohalimilor.
În Statele Unite la New York și Philadelphia a luat ființă o organizație care autorizează mohalim după ce au efectuat un curs de mohalim la Spitalul evreiesc Mount Sinai din New York. În prezent asociația de autorizații celor care au învățat meseria de mohel pe calea stagiului tradițional.
În Europa postbelică (de după 1945) în 2013 a luat ființă o Uniune europeană a mohalimilor cu sediul la Viena . În Germania funcționau în anii 2000 4 mohalim autorizați de Consiliul Central al evreilor.